# Fyrfötterna
Fyrfötterna är varandra näraliggande sjöar i Laxå kommun i Västergötland och ingår i Motala ströms huvudavrinningsområde.
- Fyrfötterna (Tiveds socken, Västergötland, 651631-143305), sjö i Laxå kommun, 58°45′50″N 14°38′54″Ö / 58.7638°N 14.6482°Ö (0,07 ha)
- Fyrfötterna (Tiveds socken, Västergötland, 651634-143299), sjö i Laxå kommun, 58°45′51″N 14°38′50″Ö / 58.7641°N 14.6472°Ö (0,05 ha)